# Linia kolejowa nr 375
Linia kolejowa nr 375 – jednotorowa, niezelektryfikowana linia kolejowa znaczenia miejscowego, długości 42,949 km, łącząca stację Międzyrzecz ze stacją Toporów. Zlokalizowana na wysokości od 50 m n.p.m. do 137 m n.p.m.. Odcinek Międzyrzecz – Nietoperek (długości 8,200 km) jest wpisany do wykazu linii kolejowych państwowego znaczenia.

## Historia
Budowę linii z Toporowa do Międzyrzecza przeprowadzono w latach 1907–1909. Połączyła ona ze sobą wybudowane już wcześniej linie kolejowe: Frankfurt (Oder) – Poznań Główny (1870), Zbąszyń – Międzyrzecz (1885), Międzyrzecz – Wierzbno (Międzychód) (1887), Rzepin – Międzyrzecz (1890–1892) i Międzyrzecz – Skwierzyna (1896). Uroczyste otwarcie nastąpiło 1 sierpnia 1909. Z powodu urozmaiconej rzeźby terenu, budowniczowie często stawali przed dużymi wyzwaniami. Widoczne ślady nietypowych na terenach nizinnych rozwiązań inżynieryjnych to liczne nasypy, wykopy i wiadukty.
Kalendarium:
- 1 sierpnia 1909 – oddanie linii do eksploatacji, jako północnej odnogi wielotorowej magistrali nr 3 wschód-zachód; do 1945 r. należała do Dyrekcji Wschodniej z siedzibą we Frankfurcie nad Odrą
- 1 stycznia 1989 – zawieszenie ruchu pasażerskiego na całej linii
- 15 grudnia 1992 – zawieszenie ruchu towarowego na odcinku Nietoperek – Staropole
- 25 maja 1993 – wznowienie ruchu pasażerskiego na odcinku Sieniawa Lubuska – Toporów, prowadzone przez Lubuską Kolej Regionalną
- 1 stycznia 1994 – zawieszenie ruchu towarowego na odcinku Staropole – Sieniawa Lubuska
- luty 1994 – zawieszenie przez Lubuską Kolej Regionalną ruchu pasażerskiego na odcinku Sieniawa Lubuska – Toporów
- 1995 – zamknięcie dla ruchu towarowego odcinka Sieniawa Lubuska – Toporów
- 28 listopada 2005 – zawieszenie ruchu towarowego na odcinku Międzyrzecz – Nietoperek
- od 2000 – linia nieprzejezdna na odcinku Nietoperek – Sieniawa Lubuska
- 18 listopada 2007 – zakończenie remontu odcinka Międzyrzecz – Nietoperek z funduszy NATO i wznowienie ruchu pociągów towarowych
- 3 kwietnia 2008 – wznowienie ruchu towarowego na odcinku Sieniawa Lubuska – Toporów na potrzeby Kopalni Węgla Brunatnego „Sieniawa”[4]
- marzec 2010 – uruchomienie pociągów towarowych z Toporowa do okolic Gronowa z dostawami kruszywa na budowę autostrady A2 oraz pociągów z drzewem z Gronowa do Toporowa[5]
- 8 sierpnia 2020 – uruchomienie przez Lubuski Zakład Polregio wraz z urzędem marszałkowskim województwa lubuskiego wakacyjnych, sobotnich połączeń kolejowych z Zielonej Góry do Łagowa[6]

## Galeria

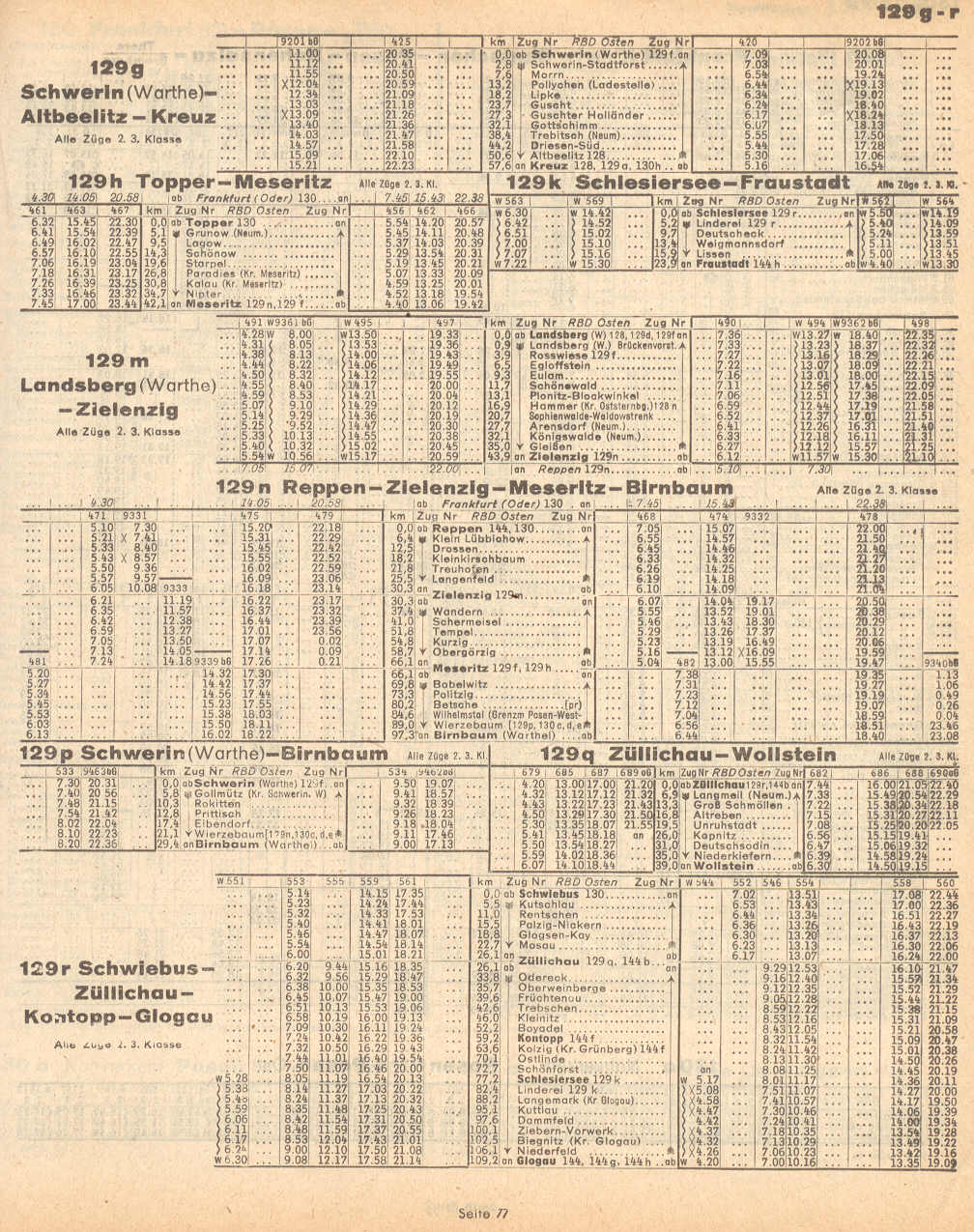
Tabela 129h – rozkład jazdy Topper – Meseritz (1934 r.)
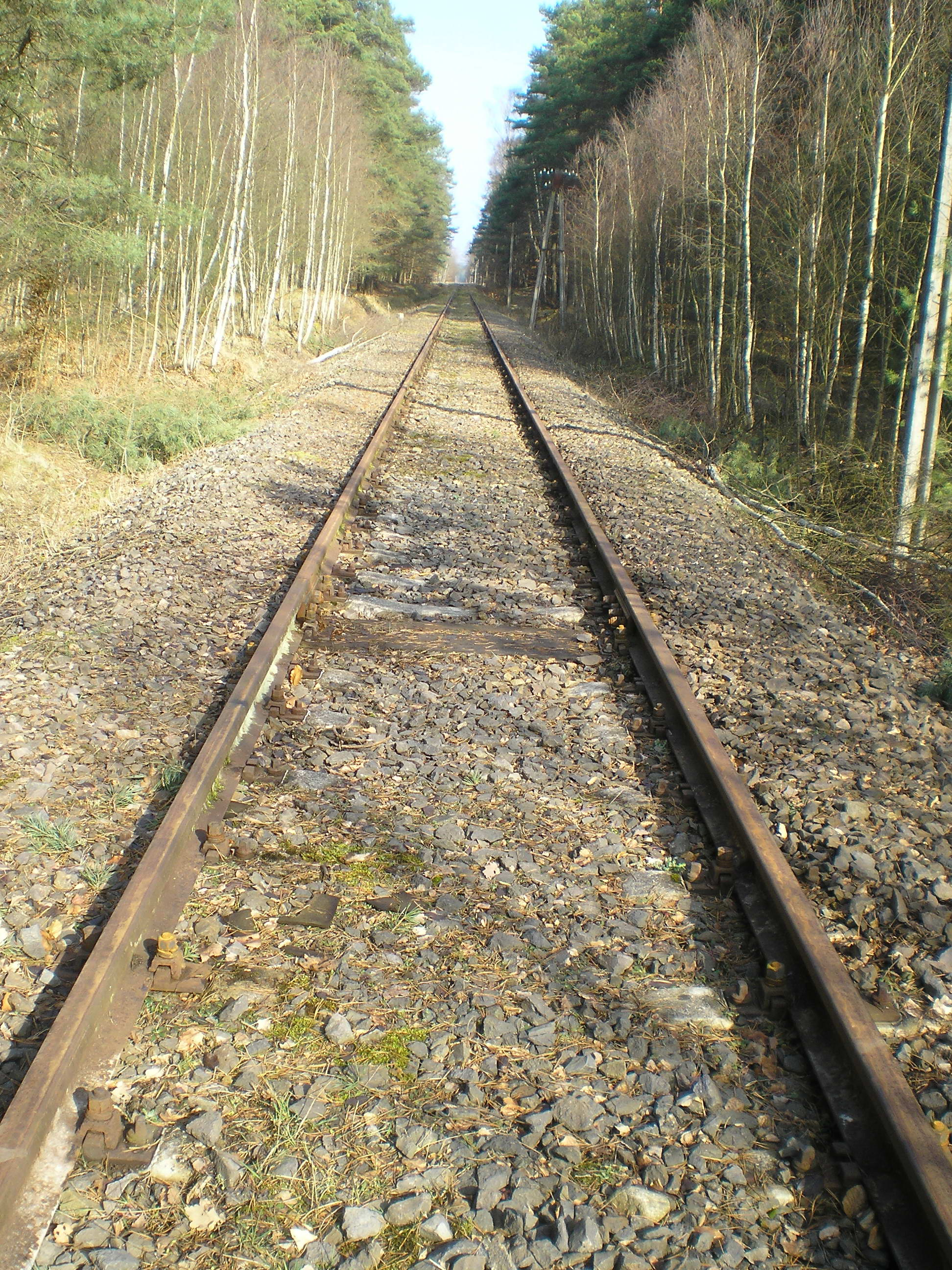
Linia nr 375 w okolicy km 38,2 (2008 r.)
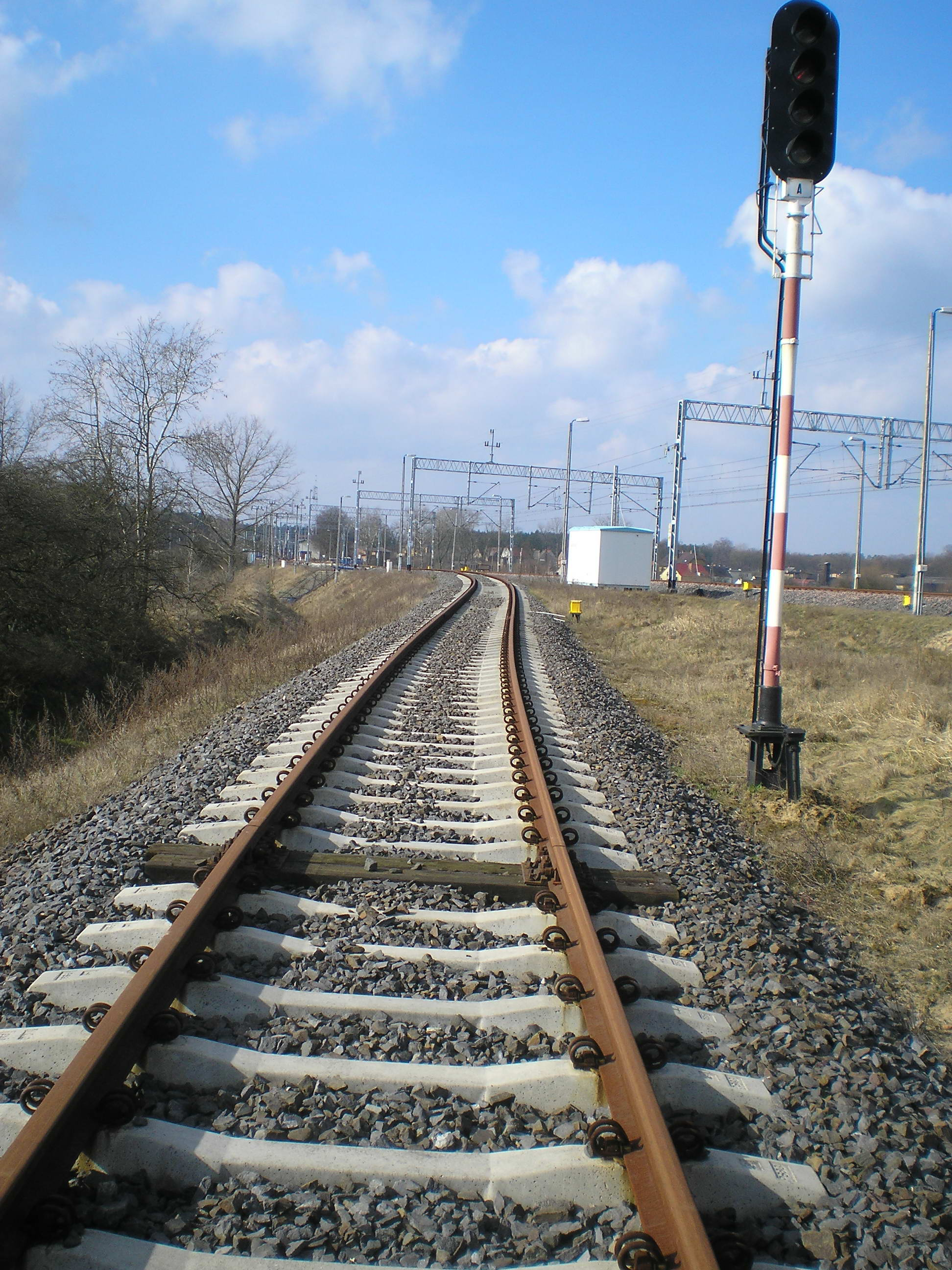
Linia nr 375 w okolicy km 42,0 (przed rozjazdem w Toporowie)
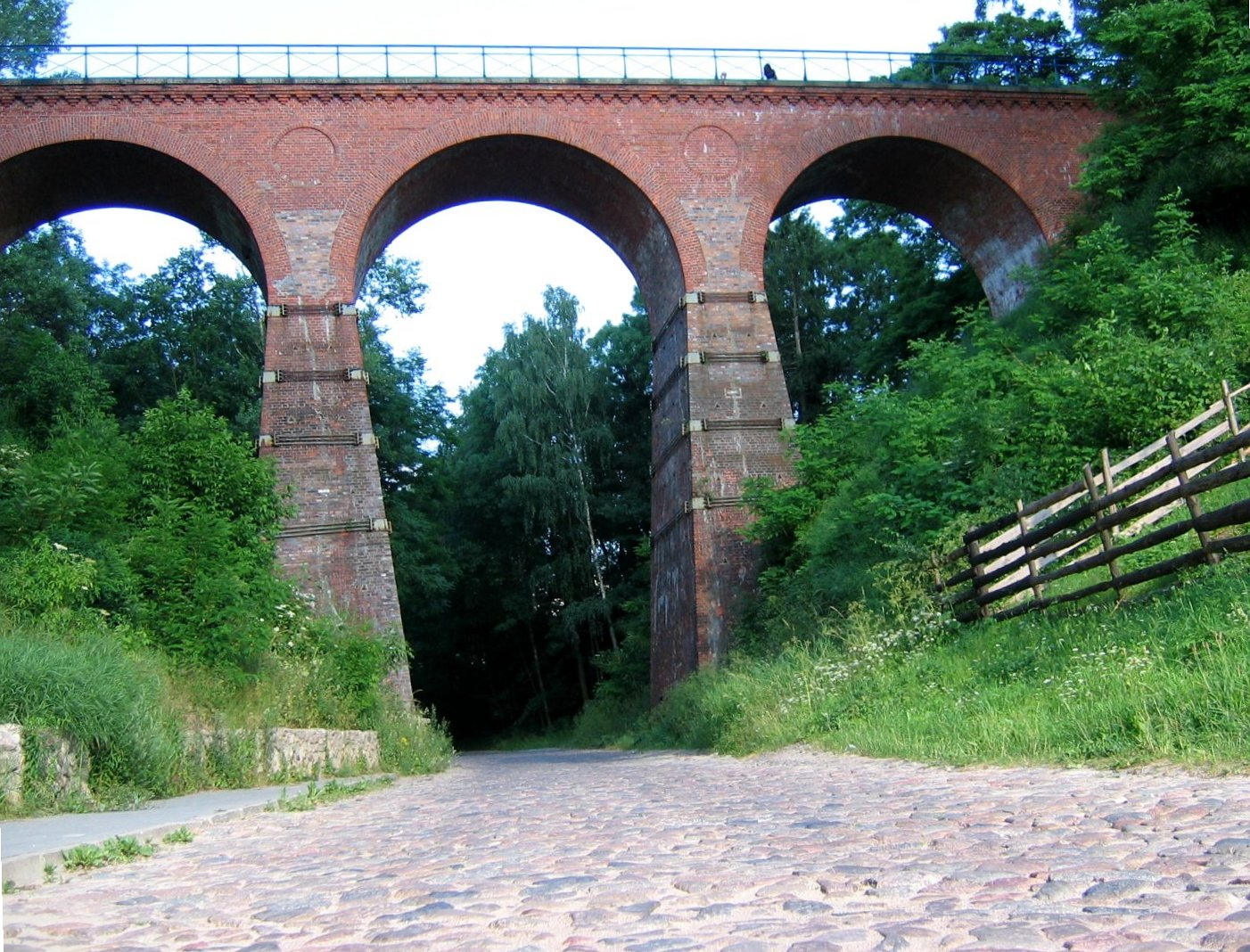
Wiadukt nad ul. Mostową w Łagowie